# Stone County, Missouri
Stone County är ett administrativt område i delstaten Missouri, USA, med 32 202 invånare. Den administrativa huvudorten (county seat) är Galena.

## Geografi
Enligt United States Census Bureau har countyt en total area på 1 323 km². 1 200 km² av den arean är land och 123 km² är vatten.

### Angränsande countyn
- Christian County - norr
- Taney County - öst
- Carroll County, Arkansas - söder
- Barry County - väst
- Lawrence County - nordväst

### Orter
- Branson (delvis i Taney County)
- Branson West
- Crane
- Galena (huvudort)
- Hurley
- Kimberling City
- Reeds Spring